# Pánico drag
El pánico drag (también llamado pánico por las drag queens) es un pánico moral continuo en los Estados Unidos, Canadá y el Reino Unido que surge de la creencia de que el arte drag, cuando se expone a menores de edad, puede ser dañino debido a la percepción de que este tiene una naturaleza sexual. El pánico drag se originó a principios de 2019 en Estados Unidos, y luego se acentuó después del Asalto al Capitolio de los Estados Unidos de 2021. El pánico se ha vuelto más prominente en 2022, surgiendo en el Reino Unido y Canadá una serie de mítines y contra-mítines relacionados con drag queens actuando frente a menores.
A lo largo de 2022 hubo 141 incidentes de protestas y hostigamiento hacia eventos drag en Estados Unidos.

## Trasfondo
Aunque las actuaciones de drag queens han estado presentes durante muchos siglos, recién en la segunda mitad del siglo XX, las drag queens comenzaron a aparecer en obras de amplia relevancia popular, como Some Like It Hot, The Birdcage y Las aventuras de Priscilla, reina del desierto.
El arte drag continuó ganando popularidad e incluso se generalizó. Muchos programas ganaron reconocimiento a principios del siglo XXI, como RuPaul's Drag Race, We're Here y Call Me Mother.
Debido a la atención prestada al fenómeno en ascenso en 2019; más tarde en los años figuras pertenecientes a la derecha alternativa como Libs of TikTok, Matt Walsh, Tucker Carlson, Michael Knowles, Dennis Prager, Candace Owens, y Ben Shapiro comenzaron a vincular a las drag queens con la teoría de la conspiración del grooming LGBT, llamando a limitar su visibilidad.

## Cronología

### Estados Unidos
Las protestas contra las actuaciones drag, especialmente, especialmente las Drag Queen Story Hour, aumentaron tras los ataques de 2021 en el Capitolio de Estados Unidos. Los opositores más vocales están afiliados en su mayoría a grupos de extrema derecha. El presentador de Fox News, Tucker Carlson, sugirió que los eventos drag podrían "adoctrinar o sexualizar" a los niños. Los manifestantes también han expresado su preocupación por las teorías de conspiración homofóbicas de que los artistas están abusando a los niños. La Liga Antidifamación informó que la teoría de la conspiración de abuso infantil ha sido alimentada por Libs of TikTok, una cuenta de Twitter de extrema derecha. La Alianza Gay y Lésbica Contra la Difamación reportó más de 120 amenazas contra espectáculos de drag en los EE. UU. a lo largo de 2022.
A mediados de junio de 2022, la cuenta de Twitter de extrema derecha, Libs of TikTok, condenó el próximo festival "Pride in the Park" de Coeur d'Alene, Idaho, debido a una "actuación drag apta para familias". El 11 de junio de 2022, durante el evento del orgullo, las fuerzas del orden arrestaron a 31 miembros del grupo nacionalista blanco y de odio Patriot Front, y luego los acusaron de conspirar para provocar disturbios.
El 2 de marzo de 2023, el gobernador de Tennessee, Bill Lee, firmó un proyecto de ley para equiparar las actuaciones de drag queens con artistas sexuales.
Posteriormente, surgió una foto de 1977 de Lee vestido de mujer en compañía de menores. Este proyecto de ley provocó indignación en todo Estados Unidos, incluidos políticos y drag queens.

### Reino Unido
En julio de 2022, grupos de derecha protestaron por la Hora de Lectura Drag Queen en la Reading Central Library en Berkshire. El evento contó con Sab Samuel actuando como Aida H Dee. Protestas posteriores ocurrieron en Crewe, Bristol, y en la Biblioteca Pública de Glastonbury. En agosto de 2022, 50 manifestantes se encontraron con unos 300 contramanifestantes fuera de un evento de arrastre en la biblioteca del condado de Oxfordshire; la policía mantuvo a los dos grupos separados. También en agosto de 2022, un espectáculo de drag que presentaba a Matthew Cavan actuando bajo el nombre drag queen Cherri Ontop en Belfast fue objeto de una protesta. Los volantes que promueven protestas anti-drag en el Reino Unido se comparten a través grupos de Telegram de temas antivacunas.

### Canadá

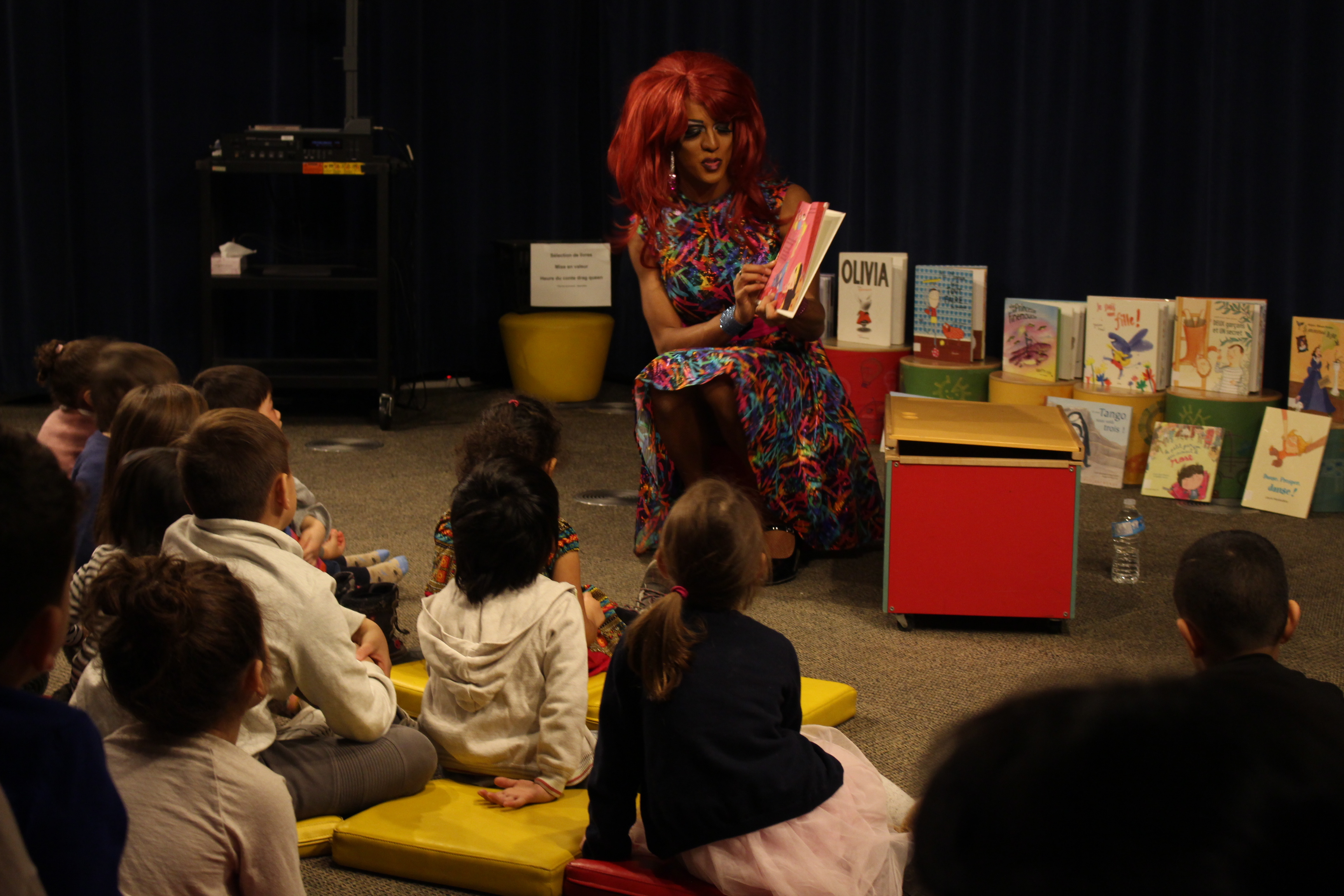
La drag queen Bardada de Barbades durante la hora de cuentos con una Drag Queen en la Grande Bibliothèque de Montreal

El 23 de noviembre de 2022, la gente protestó por un evento de narración de historias drag en el barrio de Kitsilano en Vancouver. El 25 de noviembre de 2022, la gente protestó frente a las instalaciones de la Biblioteca Pública de Hamilton. Al día siguiente protestaron contra la librería independiente Book Keeper en Sarnia, ya que organizaba su cuarto evento Drag Queen Story Time. También en noviembre de 2022, se canceló un evento en Kelseys Original Roadhouse en Burlington, con la drag queen de Guelph, Crystal Quartz, luego de amenazas contra el restaurante.
El 19 de diciembre de 2022, catorce manifestantes se reunieron frente a la Biblioteca Pública de Brockville en Ontario mientras esta celebraba su primer evento Drag Story Time. Los manifestantes fueron recibidos por contramanifestantes, que incluían al director ejecutivo de la biblioteca. La policía registró la biblioteca en busca de artefactos explosivos después de que se pronunció una amenaza.
En diciembre de 2022, los manifestantes interrumpieron dos veces las actuaciones de drag en el lugar Britbar en Penticton BC y en el restaurante DunnEnzies en Okanagan en BC.

### Finlandia
La biblioteca central Oodi de la capital finlandesa, Helsinki, organizó una hora de cuentos de drag queen relacionada con el Festival del Orgullo de Helsinki en julio de 2022. El artista, apodado Gaylien 2000, se negó a revelar su verdadera identidad. Alrededor de 25 a 30 manifestantes se manifestaron y pronunciaron discursos frente a la biblioteca, luego de lo cual algunos de ellos ingresaron a la biblioteca tratando de bloquear el evento, lo que resultó en una gran operación policial. El artista había sido acusado de pedofilia y amenazado en línea antes del evento.